# Saguinus tripartitus
Tamarin à manteau doré
Espèce
Synonymes
- Midas tripartitus Milne-Edwards, 1878[1]

Statut de conservation UICN

 NT  : Quasi menacé
Statut CITES
Saguinus tripartitus, communément appelé Tamarin à manteau doré, est une espèce de primates de la famille des Cebidae.

## Autres noms
- Golden-mantle saddle-back tamarin, golden-mantled tamarin
- Pichico de manto dorado, pichico dorado (Pérou)
- Chichicu, mimo (nom huaorani), en Équateur.

## Taxonomie
Considéré par E. W. Heymann comme une sous-espèce du Tamarin à selle (T. fuscicolina).

## Distribution
Nord-est de l’Équateur et extrême nord du Pérou. Aire très restreinte. En Équateur, entre le pinto belo au nord et probablement le Río Curaray au sud (au moins jusqu’au Río Yasuní). Au Pérou, dans l’interfluve Curaray-Napo mais aussi au nord du Río Napo jusqu’au Río Putumayo à la frontière colombienne à l’ouest depuis les hauts Río Santa María y Río Yuvineto, sa limite orientale restant mal connue (mais au maximum à l’embouchure du Río Napo, semble-t-il rapidement remplacé vers l’Amazone par S. nigricollis nigricollis).

## Habitat
Forêt pluviale sempervirente de plaine, à la fois dans la terra firme et la varzeá.

## Sympatrie et association
Sympatrique du tamarin rouge et noir (S. n. nigricollis) entre les Ríos Napo et Putumayo, peut-être du tamarin à selle à manteau rouge (S. f. lagonotus) et du tamarin du Río Napo (S. graellsi) dans la zone de confluence des Ríos Curaray et Napo. S’associe aux titis, saïmiris et capucins.

## Description
Pelage en trois zones de couleur (d’où son nom scientifique), noir sur la tête, orange doré sur l’avant-corps et chamois grisâtre à l’arrière. Milieu et bas du dos et jambes chamois grisâtre. Arrière de la couronne, haut du dos, épaules et bras orange doré. Dessous orange doré. Pieds et mains chamois grisâtre. Queue noire, rousse dessous sur son premier tiers. Tête ceinte d’un collier de poils noirs qui s’étend depuis le front et les joues jusque sous la gorge. Petit chevron frontal gris bien visible. Museau et face d’un blanc pur.

## Mensurations
- Corps de 22 à 24 cm
- Queue de 31 à 34 cm
- Poids : 340 g

## Densité
13,5/km² (Ríos San José et Aushiri, Pérou, d’après Aquino).

## Comportements basiques
Il est diurne et arboricole.

## Alimentation
Frugivore-insectivore-gommivore. Fruits, insectes (tettigonies), nectar et gomme. Prélève le nectar des fleurs de Sterculia et Matisia sans les abîmer (Yasuní, Équateur), d’après Chelsea Kostrub.

## Taille du groupe
- 5,8 (de 4 à 7), parfois en groupe éphémère de 10, à Yasuní
- 5,3 (Ríos San José et Aushiri, Pérou)
- 6 et 9 (Río Curaray, Pérou, d’après Kostrub).

## Conservation
PN de Yasuní et R. indigène des Huaorani (Équateur).

## Publication originale
- Alph. Milne Edwards, « Description d'une nouvelle espèce de Midas, et Observations sur l'Ateles variegatus », Nouvelles archives du muséum d'histoire naturelle, sér. 2, Paris, vol. 1,‎ 1878, p. 159-166 (lire en ligne).